# Карре, Оливье (политик)
Оливье́ Карре́ (фр. Olivier Carré; род. 16 марта 1961, Орлеан) — французский политик, мэр Орлеана (2015—2020).

## Биография
С 20 июня 2007 по 20 июня 2017 года являлся депутатом Национального собрания Франции от первого округа департамента Луаре — полностью отработал два созыва парламента, 13-й и 14-й (был переизбран в 2012 году).
22 июня 2015 года мэр Орлеана Серж Груар объявил о досрочной отставке по состоянию здоровья и Оливье Карре, занимавший должность первого помощника мэра, занял его кресло на период до истечения прерванного мандата.
22 июня 2017 года, будучи единственным кандидатом, подавляющим большинством голосов депутатов совета метрополии Орлеана (78 голосов «за», 10 бюллетеней не заполнены, 4 испорчены) избран председателем совета.
23 июня 2017 года вышел из партии «Республиканцы», объяснив своё решение очевидным по результатам президентских и парламентских выборов 2017 года снижением популярности партии и желанием сосредоточить свою политическую деятельность на интересах Орлеана и его метрополии.
28 июня 2020 года в Орлеане состоялся второй тур муниципальных выборов, на который Карре пошёл во главе собственного списка и потерпел поражение — с результатом 27,98 % остался на третьем месте после победителя Груара (того поддержали 40,29 % избирателей) и «зелёных» Жана-Филиппа Грана (Jean-Philippe Grand) с 31,72 %. 4 июля 2020 года депутаты нового созыва муниципального совета в четвёртый раз избрали Груара мэром, а 16 июля 2020 года депутаты совета Орлеанской метрополии проголосовали за своего нового председателя — социалиста Кристофа Шайу (Christophe Chaillou).

## Награды
- Кавалер Ордена Почётного легиона (награда вручена 23 апреля 2019 года лично президентом Макроном в Елисейском дворце)[9].